# راگناروک (مجموعه تلویزیونی)
راگناروک (انگلیسی: Ragnarok) یک مجموعه تلویزیونی فانتزی درام به زبان نروژی از شبکه نتفلیکس است که به بازآفرینی اسطوره‌شناسی اسکاندیناوی می‌پردازد. این مجموعه تلویزیونی که توسط شرکت تولیدی دانمارکی سام پروداکشن تولید شده در ۳۱ ژانویه سال ۲۰۲۰ منتشر شد.